# Hof te Melis

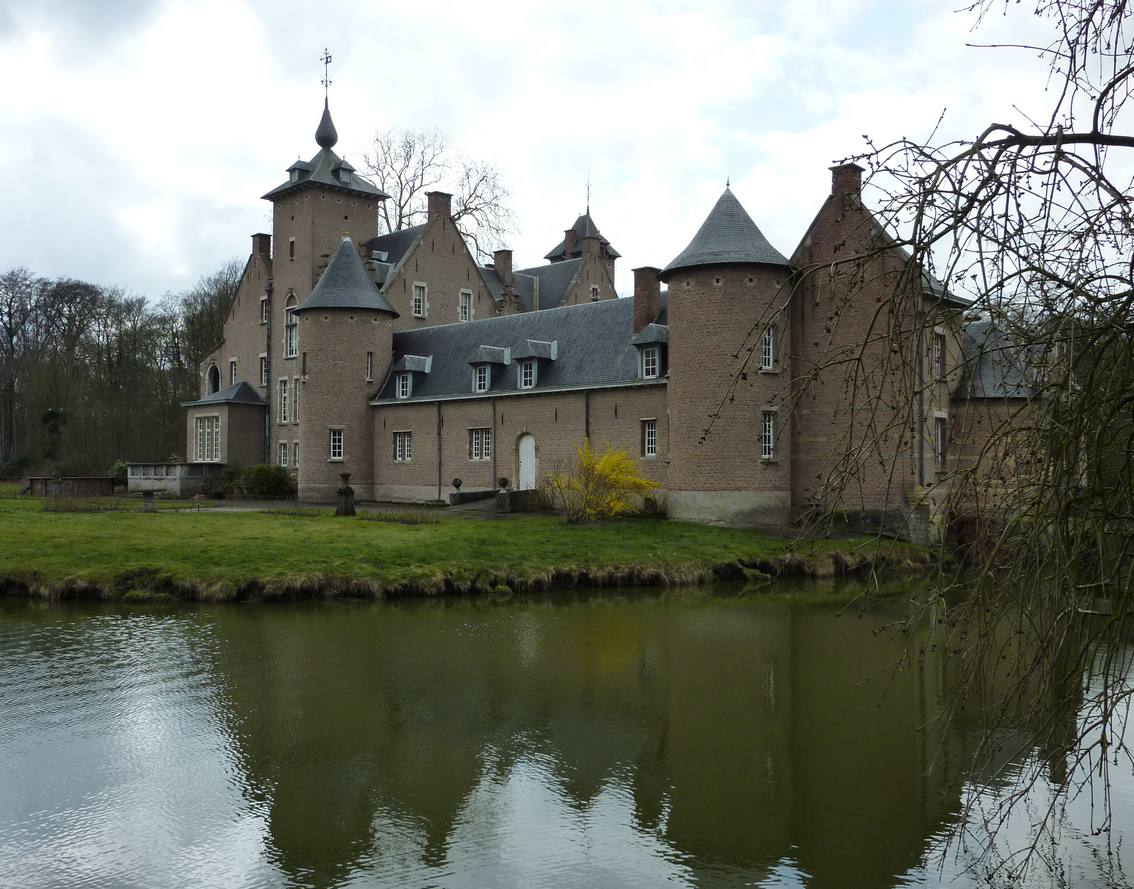

Het Hof te Melis is een kasteel in het Belgische dorp Lippelo.

## Geschiedenis
In 1448 werd deze site voor het eerst vermeld en wel als Melisheim. Het was een leengoed van de heren van Grimbergen en werd bewoond door adellijke families. Sinds de 18e eeuw was het in bezit van de familie de Beughem de Houtem. In 1961 overleed de laatste telg van dit geslacht. Na het overlijden van burggravin van Eyll, weduwe van oud-burgemeester van Lippelo burggraaf de Beughem de Houtem, werd het kasteel, volgens het testament van laatstgenoemde, eigendom van graaf Geoffrey de Pierrefeu, die het nog steeds bewoont.
Het oorspronkelijke kasteel bestond uit een neerhof met bijgebouwen en een binnenhof die geheel omsloten was door gebouwen, waaronder een vierkante toren. In 1745 werd het nog door troepen van Lodewijk XV ingenomen en ingericht als militair hoofdkwartier. In 1914 werd het kasteel beschoten vanuit het Fort van Bornem. In 1920 werd het kasteel herbouwd in een andere vorm dan voorheen. De bijgebouwen bleven in oorspronkelijke vorm bestaan. In mei 1940 fungeerde het kasteel nog als hoofdkwartier voor koning Leopold III.

## Gebouw
Binnen de buitenomgrachting vindt men een ommuurd voorhof met Franse tuin en dienstgebouwen, vroeger omvattende de wasplaats, melkerij, koetshuis en meubelmakerij. Via een stenen brug over de binnengracht en een poortgebouw wordt het eigenlijke kasteel bereikt. Dit is gebouwd in Vlaamse neorenaissancestijl. Het kasteel heeft een L-vormige plattegrond en voorts zijn er enkele losstaande gebouwen.

## Domein
Het kasteelpark loopt uit op het Lippelobos dat bestaat uit een door een gracht afgesloten binnenbos en een buitenbos.